# Хърватско кралство
Кралство Хърватия (на латински: Regnum Croatiae; на хърватски: Kraljevina Hrvatska, Hrvatsko Kraljevstvo) е средновековна държава (925 – 1102) на Балканите.

## Първи период
Папа Йоан X, в писмо от 925 г., провъзгласява княз Томислав за хърватски крал и тази година се счита за начало на хърватското кралство. По времето на крал Томислав Хърватия се нарежда сред силните държави в Европа и води войни с българския цар Симеон I в защита на сръбските племена, покорени от България.
Наследниците на крал Томислав, неговият по-малък брат, Търпимир II, и след него Крешимир I, успяват да запазят хърватското кралство. Обаче след ранната смърт на крал Крешимир I, бан Прибин предизвиква вътрешни размирици в борба за престола, при които бива убит наследникът на престола, Мирослав. Хърватската войска и флота намаляват значително, а границите на кралството се свиват. Крал Михайло Крешимир II успява до известна степен да възстанови отслабеното кралство. Неговият син, Стефан Държислав (969 – 997) успява по време на 28-годишното си управление да укрепи кралството, но след смъртта му неговите синове Светослав Суроня, Крешимир III и Гоислав започват междуособици, които нанасят най-тежкия удар на хърватската държава и водят до дългогодишни войни с Венеция за Далмация.
Крал Крешимир III бива наследен от своя племенник Стефан I Крешимирович, който започва обновяване на хърватското кралство. През 1058 г. го наследява синът му, крал Петър Крешимир IV, който връща силата на хърватската държава от времето на крал Томислав, като дори успява да присъедини далматинските градове и острови към нея. От 1075 до 1089 г. на хърватския престол е крал Звонимир, считан за най-силния хърватски крал. Той установява здрави връзки с папа Григорий VII, чийто легат го коронясва през 1075 г. за крал на Хърватия и Далмация, укрепва църковното единство, допринася много за налагането на глаголицата в писмеността, за което свидетелства най-важният паметник на хърватската глаголическа писменост, Башчанската плоча.
След Звонимир на престола се качва последният крал от династията Търпимировичи, Стефан II, който управлява само две години. Веднага след неговата смърт в началото на 1091 г. в Хърватия настъпват големи безредици, които се оказват фатални за хърватската държава. Последният хърватски крал от хърватски произход, крал Петър, загива в бой на планината Гвозд, наречена днес на негово име, Петрова гора. Съпругата на крал Звонимир, Елена, сестра на унгарския крал Ласло I помага на брат си да стане хърватски владетел.

## Втори период
Вторият период, през който хърватите имат общ крал с унгарците, обхваща периода от 1102 до 1526 г. През този период хърватите отблъскват татарите, успешно воюват с Венеция и Византия, а по-късно с Османската империя, за Далмация и за оцеляване. Непрекъснатите войни все повече утвърждават хърватско-унгарските връзки, олицетворявани отначало само от кралската особа.

### Pacta Conventa
Смъртта на крал Петър през 1097 г. не оказва негативно влияние върху военната мощ на хърватите, които задържат хърватско-унгарската граница по река Драва. При тези обстоятелства през 1102 г. се стига до сключване на съглашение между хърватите и унгарския крал Калман, известно като „Pacta Conventa“, според което унгарският крал става общ крал на хървати и унгарци, като двете държави запазват самостоятелността си. Има много причини, довели до това фатално съглашение, но една от тях е тайното споразумение на хърватските аристократи с унгарския крал.
В Биоград на Мору, пристанищен град на Адриатическо море, Калман бива коронясан за крал на Хърватия и Далмация, а той обещава всички държавни права на хърватското кралство, като признава на хърватската аристокрация и допълнителни привилегии. Срещу това хърватските аристократи се задължават да подкрепят краля по време на война.
Всички владетелски права на хърватския крал преминават в ръцете на Калман и неговите наследници, а именно: да назначават банове, да дават привилегии и дарения, да ратифицират приетите от Събора закони, да събират данъци и мита, да ползват кралските земи на някогашната хърватска династия, върховно командване на хърватската войска и определяне на външната политика. По този начин Хърватия на практика губи своята независимост, но спомага за вътрешна консолидация.

### Antemurale Christianitatis
През 1453 г. турците превземат Константинопол и папа Каликст III призовава всички християнски народи на кръстоносна война. В тази война участват и много хървати. Един от тях е фра Иван Капистран, францискански монах, предвождащ хърватските бойци в битката край Белград през 1456 г., обявен по-късно за светец.
Вековете 16 и 17 са наречени в хърватската история „два века на плач“, поради жестоките битки, които хърватите водят с многократно по-многобройната турска армия. Тежък удар е загубата на повече от 10000 хърватски войници, загинали през 1493 г. в битката на Кърбавското поле. През 1519 г. Хърватия получава от папа Лъв X почетното название „Antemurale Christianitatis“ („авангард на християнството“).
През почти 400-годишния период на войни срещу завоевателите се прославят множество знайни и незнайни хърватски бойци.

## Трети период
Третият период започва с битката на Мохачкото поле през 1526 г., а завършва със смъртта на император Йозеф II през 1790 г. През този период хърватите успяват трайно да отблъснат турците. След победата край Сисак през 1593 г., хърватите започват да си възвръщат изгубените територии, обаче голяма част от териториите им е безвъзвратно изгубена. Същевременно, хърватите водят борба и за правата си, които все повече са застрашени от плановете на виенския двор за централизация на властта и за германизация на всички народи в хабсбургската монархия. През този период стават големи етнически промени по хърватските земи – голям брой сърби се заселват в Срем, Славония и хърватската военна погранична област.